# Heinrich Ferstel

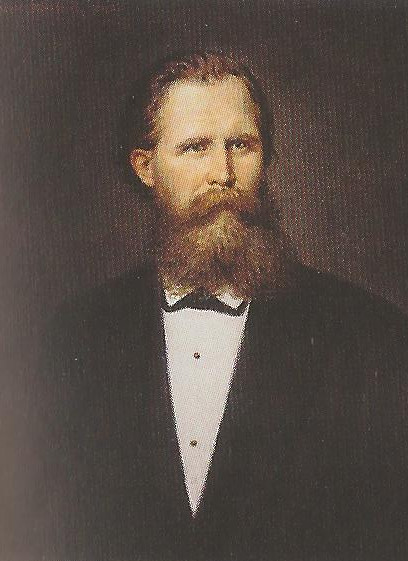
Heinrich von Ferstel

Heinrich Ferstel (německy Heinrich Freiherr von Ferstel – Heinrich svobodný pán z Ferstel; 7. července 1828 Vídeň – 14. července 1883 Grinzing u Vídně, dnes čtvrť v Dobling) byl rakouský architekt, který ovlivnil vídeňskou architekturu konce 19. století. Je považován za významného představitele historismu.

## Život

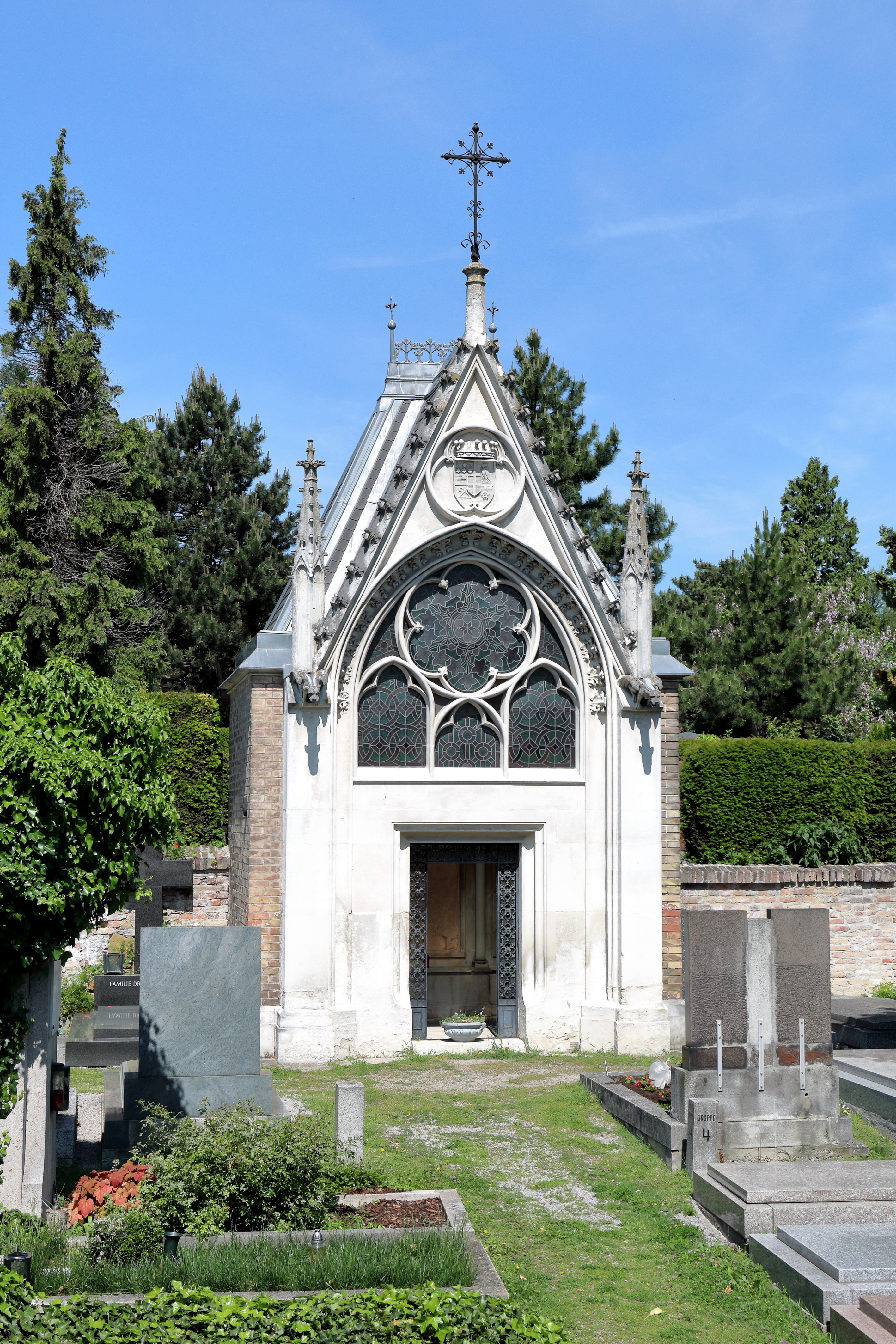
Hrob Heinricha Ferstela na hřbitově ve vídeňském Grinzigu

Jeho otec Ignaz Ferstel byl pražským bankovním úředníkem. Jeho talentovaný syn Heinrich se po určitém váhání mezi jednotlivými uměleckými obory rozhodl nakonec věnovat architektuře. Tu studoval na vídeňské umělecké akademii pod vedením Eduarda van der Nülla, Augusta Sicarda von Sicardsburg a dalších. Po několika letech, během nichž se odehrála i revoluce roku 1848, vstoupil do ateliéru svého strýce Friedricha Augusta von Stache (30. 7. 1814 Vídeň - 17. 6. 1895 Štýrský Hradec), kde pracoval na votivním oltáři pro kapli sv. Barbory ve vídeňském svatoštěpánském dómě a také na obnově a výstavbě řady hradů a zámků, hlavně na území Čech (např. přestavba zámku Dolních Beřkovicích v roce 1853). Podnikl studijní cesty po Německu, Belgii, Holandsku, Anglii a nakonec v roce 1855 do Francie. Při těchto studiích se utvářela jeho tendence k romantismu.
Při pobytu v Itálii, kam byl poslán jako kvestor roku 1854, přeorientoval se na renesanční styl v architektuře a oblíbil si styl Donata Bramanteho. Začal používat polychromii za pomoci sgrafitové výzdoby a terakoty. Tento postup, převzatý z raně renesančního období, uplatnil později na vídeňském muzeu užitého umění.
Ještě v Neapoli v Itálii roku 1855 získal, mezi 74 soutěžícími, vítěznou cenu, a s ní 4 000 zlatých, v soutěži o vídeňský kostel na Ringstraße (Votivkirche) ve stylu francouzské gotiky, jehož stavba se realizovala v letech 1856–1879. Odměna za toto vítězství vytvořila základ pro pozdější značné jmění, jímž disponoval. Po jeho smrti navrhl Sir Tatton Sykes tento kostel jako vzor pro novou westminsterskou katedrálu v Londýně.
K dalším monumentálním Ferstelovým dílům tohoto období patří několik veřejných budov v centru Vídně i na jejím předměstí. V renesančním stylu to byla Rakousko-Uherská banka ve Vídni (1856–1860), dnes Palais Ferstel. Při územním rozšiřování Vídně byl Ferstel spolu s Rudolfem Eitelbergerem přizván k podílu na rozvoji její architektury (rezidence vídeňského starosty a vídeňská směnárna v roce 1859). Ve stejném době své myšlenky realizoval i u celé řady soukromých obydlí a vil v Brně a ve Vídni.
Mezi důležitější projekty budov patří v jeho pozdějších letech (odhlédnuto od kostela Sv.Alžběty Uherské v Teplicích ve čtvrti Šanov (dříve Teplitz-Schönau), ve skutečnosti návrhy pocházející z dřívějších let) díla jako palác arcivévody Ludvíka Viktora a jeho zimní palác v Klessheim; palác knížete Jana II z Lichtenštejna v Rossau u Vídně, palác v Terstu, ale především Rakouské muzeum užitého umění ve Vídni (dokončené v roce 1871), s jeho impozantním arkádovým nádvořím. Dalším jeho vrcholným dílem je budova vídeňské univerzity (1871–1884). Je také autorem projektu rekonstrukce evangelického kostela Spasitele v Bílsku (1881–1882) v neogotickém stylu. Kvůli technické chybě v konstrukci budovy Reichstagu – berlínského Říšského sněmu však nezískal cenu. Roku 1866 by Ferstel jmenován profesorem na Polytechnické škole. V roce 1871 se stal hlavním vládním inspektorem veřejných prací a roku 1879 byl jmenován čestným občanem Vídně a povýšen císařem Františkem Josefem I. do šlechtického stavu (Freiherr – baron). Roku 1882 mu byla uděleno britské vyznamenání za architekturu Royal Gold Medal.
Řadu let se osobně přátelil s Hermannem von der Hude (1830–1908), o jehož práci promluvil na shromáždění v berlínském klubu architektů 3. září 1883.

Roku 1886 byla ve vídeňském 9. okrese Alsergrundu ulice, na níž stojí Votivkirche, přejmenována na Ferstelgasse. V roce 1980 byla jím postavená banka a burzovní budova přejmenována na Ferstelův palác.

## Rodina
Ferstel byl ženat. Se svou ženou Lotte († 8. dubna 1922) měl šest dětí. Žili ve venkovské vile v Grinzingu, který v té době ještě nebyl součástí Vídně. Byl pohřben na hřbitově v Grinzingeru (skupina MA, číslo 46) ve vyhraženém čestném hrobě. Jeho hrobka je postavena jako novogotická kaple. Nápis na náhrobní desce zmiňuje pouze jeho jméno a jméno jeho manželky Lotte, rozené Fehlmannové. Nechal ji roku 1891 postavit jeho syn Max von Ferstel, rovněž architekt, radní a profesor na vídeňské technické univerzitě. Jsou zde pohřbeni i ostatní členové rodiny.

## Stavby

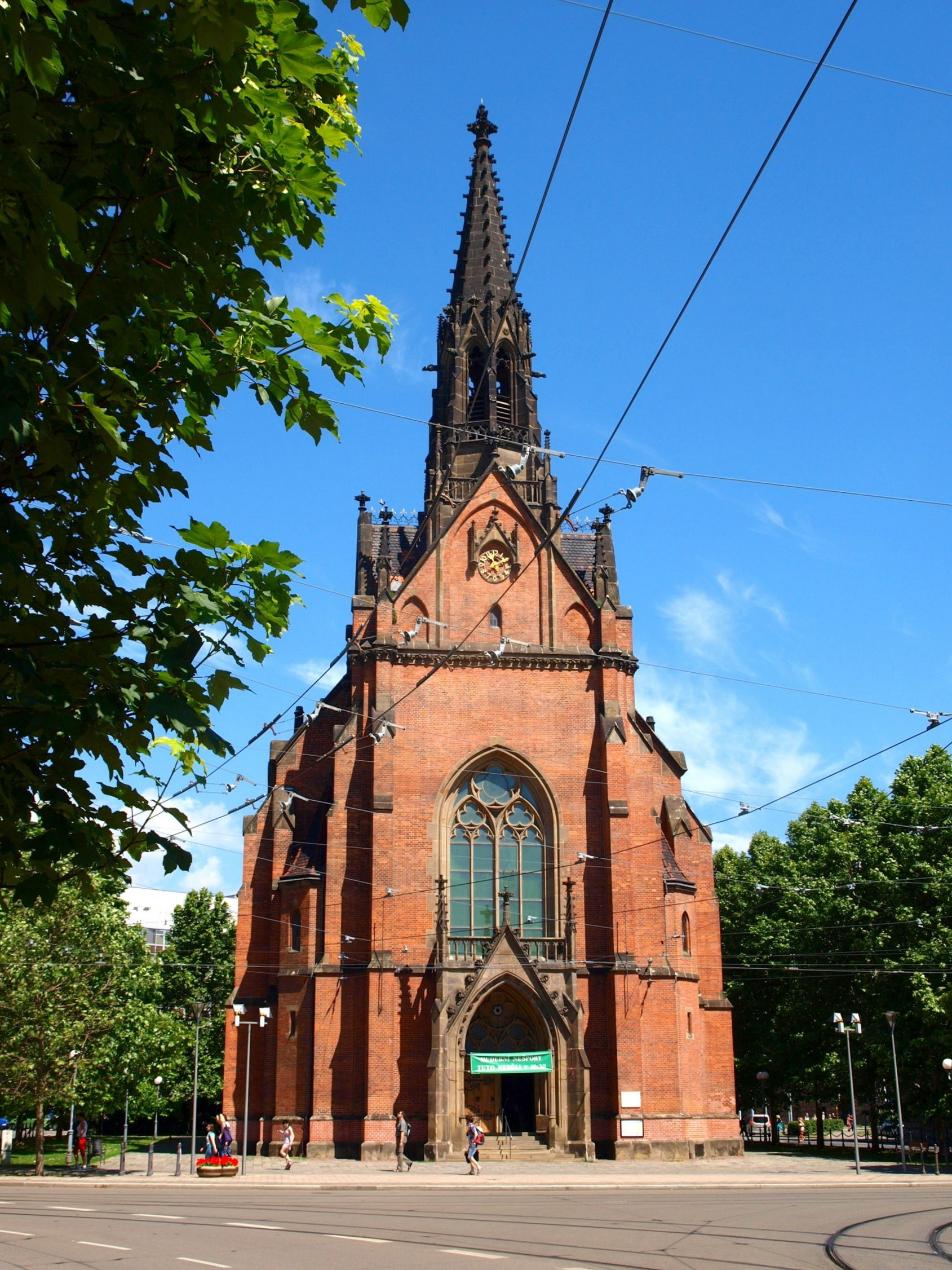
„Červený kostel“ (Českobratrský evangelický chrám Jana Amose Komenského) v Brně

- Votivkirche ve Vídni, projekt: 1855, výstavba: 1856–1879
- Trmický nový zámek, výstavba 1856–1863[8]
- Banka a burza ve Freyungu ve Vídni (dnes Palais Ferstel), 1860
- Berglův palác v Brně, 1860–1863
- Českobratrský evangelický chrám Jana Amose Komenského (dříve Christuskirche), zvaný Červený kostel, v Brně, 1862–1868
- Kostel svaté Alžběty Uherské v Teplicích, 1864–1877
- Přestavba staršího Španělského sálu a Rudolfovy galerie na Pražském hradě, 1866–1868
- Palác Wertheim na Schwarzenbergplatz ve Vídni, 1868
- Palác arcivévody Ludvíka Viktora na Schwarzenbergplatz ve Vídni, 1869
- Muzeum umění a průmyslu (dnes Museum für angewandte Kunst (Vídeň)), 1871
- Kostel sv. Jakuba Staršího v Brně, rekonstrukce interiéru, 1871–1879
- Villa Wartholz v Reichenau an der Rax, 1870–1872
- Gartenpalais ve Vídni 9., Alserbachstraße 14–16, v Lichtenštejnském paláci, 1873–1875
- Střední uměleckoprůmyslová škola (dnes Universität für angewandte Kunst Wien) ve Vídni, 1877
- Evangelický kostel Spasitele v Bílsku-Bělé, přestavba 1881/1882
- Palazzo del Lloyd Austriaco (Lloydpalast) v Terstu, 1883
- Hlavní budova vídeňské univerzity, 1883
- Věž katedrály sv. Štěpána v Litoměřicích, 1879–1881

a další.

## Spolupracovník
- Johann Mathias von Holst (1839–1905), baltsko-německý architekt